# Palaeochrysophanus cyanographa
Palaeochrysophanus cyanographa är en fjärilsart som beskrevs av Cabeau 1922. Palaeochrysophanus cyanographa ingår i släktet Palaeochrysophanus och familjen juvelvingar. Inga underarter finns listade i Catalogue of Life.